# Copa Italia 1938-39
La Copa Italia 1938-39 fue la quinta edición del torneo. Ambrosiana salió campeón por primera vez tras ganarle al Novara 3 a 1.

## Resultados

### Calificación
|                        | 3.9.1938 |                           |
| ---------------------- | -------- | ------------------------- |
| Audace San Michele     | 2 - 2*   | ACIVI Vicenza             |
| Grion Pola             | 1 - 2    | ARSA Trieste              |
| Ponziana Trieste       | 1 - 2    | Ampelea Isola d'Istria    |
| Pro Gorizia            | 3 - 3*   | Monfalcone                |
| Treviso                | 1 - 0    | Udinese                   |
| Marzotto Valdagno      | 6 - 1    | Mestre                    |
| Carpi                  | 2 - 3    | Parma                     |
| Pavese                 | 0 - 1*   | Derthona                  |
| Reggiana               | 1 - 0    | Caratese                  |
| Lecco                  | 4 - 3*   | Cantù                     |
| Monza                  | 6 - 0    | Cremonese                 |
| Falck Sesto S.Giovanni | 2 - 1    | Casalini Brescia          |
| Brescia                | 2 - 0    | Crema                     |
| Como                   | 3 - 1    | S.I.A.I. Sesto Calende    |
| Juventus Domo          | 1 - 2    | Pro Patria                |
| Legnano                | 2 - 2*   | FIAT Torino               |
| Varese                 | 1 - 0    | Gallaratese               |
| Seregno                | 3 - 0    | Omegna                    |
| Pinerolo               | 2 - 1    | Asti                      |
| Entella Chiavari       | 2 - 2*   | Andrea Doria              |
| Vado                   | n.d.     | Centrale del Latte Genova |
| Tigullia               | 0 - 2    | Cavagnaro Genova-Sestri   |

|                           | 3.9.1938   |                    |
| ------------------------- | ---------- | ------------------ |
| Cuneo                     | 1 - 3      | Imperia            |
| Albingaunia               | 0 - 3      | Acqui              |
| Empoli                    | 3 - 1      | Benini Firenze     |
| SAFFA Fucecchio           | n.d.       | Pistoiese          |
| Arezzo                    | 0 - 2      | Prato              |
| Grosseto                  | 1 - 0      | Le Signe           |
| Forlimpopoli              | 4 - 2      | Baracca Lugo       |
| Molinella                 | 3 - 2      | Forlì              |
| Rimini                    | n.d.       | Fano               |
| Macerata                  | 5 - 1      | Ascoli             |
| Gubbio                    | 0 - 5      | Jesi               |
| Vis Pesaro                | 8 - 1      | Sambenedettese     |
| Perugia                   | 3 - 0      | Tiferno Castello   |
| Borzacchini Terni         | 4 - 1      | Foligno            |
| Supertessile Rieti        | 2 - 0      | Pescara            |
| Savoia                    | 2 - 1      | Bagnolese          |
| Taranto                   | 3 - 2      | Lecce              |
| Brindisi                  | 1 - 0      | Pro Italia Taranto |
| Cerignola                 | n.d.       | Stabia             |
| Foggia                    | n.d.       | Manfredonia        |
| Dominante Reggio Calabria | 2 - 0 tav. | Messina            |
| Catania                   | n.d.       | Palmi              |

* luego del tiempo suplementario. Catania, Centrale del Latte Genova, Cerignola, Foggia, Rimini y SAFFA Fucecchio se retiraron.
Spareggi: Vicenza-Audace S.Michele Extra 6-0; Monfalcone-Pro Gorizia 1-2; Fiat Torino-Legnano 1-3; Andrea Doria-Entella Chiavari 1-2.

### Primera fase
|                         | 11.9.1938 |                        |
| ----------------------- | --------- | ---------------------- |
| Ampelea Isola d'Istria  | 1 - 1*    | ARSA Trieste           |
| Rovigo                  | 4 - 2     | Pro Gorizia            |
| Marzotto Valdagno       | 1 - 2     | Vicenza                |
| Treviso                 | 3 - 1     | Fiumana                |
| Piacenza                | 1 - 2     | Mantova                |
| Monza                   | 5 - 0     | Derthona               |
| Reggiana                | 2 - 1*    | Parma                  |
| Lecco                   | 0 - 1     | Falck Sesto S.Giovanni |
| Brescia                 | 1 - 0     | Alfa Romeo Milano      |
| Biellese                | 8 - 2     | Legnano                |
| Varese                  | 2 - 1     | Pro Patria             |
| Seregno                 | 1 - 0     | Como                   |
| Savona                  | 4 - 3     | Acqui                  |
| Valpolcevera            | 4 - 2     | Vado                   |
| Cavagnaro Genova-Sestri | 5 - 1     | Entella                |
| Imperia                 | 2 - 1     | Pinerolo               |

|                   | 11.9.1938  |                           |
| ----------------- | ---------- | ------------------------- |
| Pistoiese         | 0 - 0*     | Molinella                 |
| Prato             | 2 - 0      | Empoli                    |
| Pontedera         | 1 - 0      | Grosseto                  |
| Ravenna           | 7 - 0      | Forlimpopoli              |
| Fano              | 1 - 0      | Macerata                  |
| Jesi              | 1 - 2*     | Vis Pesaro                |
| Borzacchini Terni | 1 - 1*     | Perugia                   |
| Civitavecchia     | 1 - 0      | Supertessile Rieti        |
| L'Aquila          | 2 - 2*     | M.A.T.E.R. Roma           |
| SIME Popoli       | 3 - 2      | Manfredonia               |
| Stabia            | 3 - 0      | Savoia                    |
| Cagliari          | 2 - 0      | San Giorgio Cagliari      |
| Siracusa          | 0 - 2 tav. | Dominante Reggio Calabria |
| Taranto           | 2 - 0      | Brindisi                  |
| Cosenza           | 1 - 2      | Potenza                   |
| Siderno           | 2 - 0      | Palmi                     |

* luego del tiempo suplementario. Siracusa se retiró.
Spareggi: ARSA Trieste-Ampelea Isola d'Istria 2-1 dts; M.A.T.E.R. Roma-L'Aquila 7-0; Molinella-Pistoiese 2-0; Perugia-Borzacchini Terni 0-2.

### Segunda fase
|              | 23.10.1938 |                         |
| ------------ | ---------- | ----------------------- |
| Treviso      | 5 - 1      | ARSA Trieste            |
| Vicenza      | 6 - 3      | Rovigo                  |
| Mantova      | 1 - 1*     | Monza                   |
| Varese       | 0 - 2      | Biellese                |
| Reggiana     | 1 - 1      | Brescia                 |
| Seregno      | 5 - 0      | Falck Sesto S.Giovanni  |
| Valpolcevera | 1 - 0      | Cavagnaro Genova-Sestri |
| Savona       | 0 - 1      | Imperia                 |

|                   | 23.10.1938 |                           |
| ----------------- | ---------- | ------------------------- |
| Ravenna           | 1 - 2      | Molinella                 |
| Prato             | 6 - 0      | Pontedera                 |
| Vis Pesaro        | 1 - 0      | Fano                      |
| Civitavecchia     | 3 - 2      | Cagliari                  |
| Borzacchini Terni | 0 - 0*     | SIME Popoli               |
| Stabia            | 1 - 1*     | M.A.T.E.R. Roma           |
| Taranto           | 1 - 0*     | Potenza                   |
| Siderno           | 1 - 0      | Dominante Reggio Calabria |

* luego del tiempo suplementario. 
Spareggi: Brescia-Reggiana 1-0; M.A.T.E.R. Roma-Stabia 4-5 dts; Monza-Mantova 4-2; SIME Popoli-Borzacchini Terni 3-0.

#### Calificación para la Serie B
|            | 11.9.1938 |          |
| ---------- | --------- | -------- |
| Fanfulla   | 1 - 2     | Vigevano |
| Fiorentina | 4 - 0     | Verona   |

### Tercera fase
|              | Risultato |              |
| ------------ | --------- | ------------ |
| Vicenza      | 2 - 1     | Treviso      |
| Padova       | 3 - 1     | Vigevano     |
| Atalanta     | 3 - 1     | Seregno      |
| Biellese     | 2 - 1     | Casale       |
| Brescia      | 0 - 1     | Venezia      |
| Monza        | 3 - 2     | Valpolcevera |
| Pro Vercelli | 4 - 3     | Alessandria  |
| Imperia      | 2 - 1     | Sanremese    |

|            | Risultato |               |
| ---------- | --------- | ------------- |
| Spezia     | 1 - 0     | Molinella     |
| Anconitana | 6 - 1     | Spal          |
| Vis Pesaro | 1 - 0     | Pisa          |
| Prato      | 2 - 2*    | Fiorentina    |
| Siena      | 2 - 3*    | Civitavecchia |
| Stabia     | 0 - 1     | SIME Popoli   |
| Taranto    | 2 - 3*    | Salernitana   |
| Siderno    | 0 - 0*    | Palermo       |

* luego del tiempo suplementario. 
Spareggi: Fiorentina-Prato 1-0; Palermo-Siderno 3-0.

### Dieciseisavos de final
|              | 26.12.1938 |               |
| ------------ | ---------- | ------------- |
| Livorno      | 2 - 1      | Salernitana   |
| Napoli       | 1 - 1*     | Ambrosiana    |
| Triestina    | 1 - 0*     | Bologna       |
| Vis Pesaro   | 0 - 4      | Roma          |
| Monza        | 2 - 0      | Civitavecchia |
| Biellese     | 2 - 1      | Lucchese      |
| Padova       | 1 - 3      | Juventus      |
| Génova       | 5 - 2      | Fiorentina    |
| Pro Vercelli | 1 - 1*     | Novara        |
| SIME Popoli  | 3 - 2*     | Liguria       |
| Modena       | 3 - 2*     | Bari          |
| Palermo      | 2 - 1*     | Vicenza       |
| Spezia       | 0 - 1      | Venezia       |
| Torino       | 2 - 1      | Imperia       |
| Lazio        | 1 - 0      | Atalanta      |
| Milan        | 4 - 0      | Anconitana    |

* luego del tiempo suplementario.
Spareggi: Ambrosiana-Napoli 1-0; Novara-Pro Vercelli 2-0.

### Octavos de final
|             | 6.4.1939 |            |
| ----------- | -------- | ---------- |
| Livorno     | 0 - 1*   | Ambrosiana |
| Roma        | 2 - 1    | Triestina  |
| Monza       | 2 - 1    | Biellese   |
| Juventus    | 0 - 1    | Génova     |
| SIME Popoli | 0 - 1    | Novara     |
| Modena      | 3 - 0    | Palermo    |
| Venezia     | 3 - 2    | Torino     |
| Milan       | 2 - 1    | Lazio      |

* luego del tiempo suplementario.

### Cuartos de final
|            | 23.4.1939 |        |
| ---------- | --------- | ------ |
| Ambrosiana | 1 - 0     | Roma   |
| Monza      | 1 - 2     | Génova |
| Novara     | 3 - 0     | Modena |
| Venezia    | 1 - 2     | Milan  |

### Semifinal
|        | 7.5.1939 |            |
| ------ | -------- | ---------- |
| Génova | 1 - 3*   | Ambrosiana |
| Novara | 3 - 2    | Milan      |

* luego del tiempo suplementario.

### Final
|            | Milano, 18-5-1939 |        |
| ---------- | ----------------- | ------ |
| AMBROSIANA | 3 - 1             | Novara |